# Dvorec Namršelj
Dvorec Namršelj (nemško Hammerstill) stoji v naselju Želimlje v občini Škofljica.

## Zgodovina
Dvorec Namršelj je bil zgrajen v 15. stol.